# Margaret Chan
Margaret Chan, född 21 augusti 1947 i Hongkong, är en hongkongkinesisk-kanadensisk ämbetsman och var under åren 2006-2017 generaldirektör för Världshälsoorganisationen.
Chan är medicine doktor med examen från University of Western Ontario. Hon var direktör på hälsodepartementet i Hongkong 1994-2003 och fick i denna kapacitet hantera såväl fågelinfluensan och SARS som båda skördade dödsoffer i Hongkong. Åren 2003-2006 tjänstgjorde hon också på Världshälsoorganisationen.